# HMS Sjöbjörnen (Sbj)
HMS Sjöbjörnen (Sbj) var en ubåt av Sjöormen-klass byggd vid Karlskronavarvet och sjösatt 1968. Sjöbjörnen såldes som första båt till Singapore 1996, nytt namn är RSS Challenger.
Den 8 maj 1969 fick Sjöbjörnen kraftig bottenkänning vid dykning. Ombord medföljde riksdagsledamöter från försvarsutskottet. Bottenkänningen medförde att tryckskrovet och ett antal spant deformerades i förskeppet. Ingen vatteninträngning inträffade. Sjöbjörnen togs in till Karlskronavarvet för reparation och samtidigt genomfördes generalöversyn av hela båten. I december 1970 rustades Sjöbjörnen och ingick i Kustflottans 1:a ubåtsflottilj.